# Maeve Hillery
Maeve Beatrice Hillery (irisch Méabh Bean Uí Irghile; * 14. August 1924 in Douglas als Maeve Beatrice Finnegan; † 10. Januar 2015 in Dublin) war eine irische Anästhesistin und die Ehefrau des 6. irischen Präsidenten, Patrick Hillery. Als solche war sie vom 3. Dezember 1976 bis zum 2. Dezember 1990 First Lady Irlands.
Geboren als Mary Beatrice Finnegan, besuchte sie das University College Dublin, wo sie Medizin studierte. Hier lernte sie ihren zukünftigen Ehemann Patrick Hillery kennen, der ebenfalls Medizin studierte. Wenige Zeit später promovierte sie. Das Paar heiratete am 27. Oktober 1955. Zusammen bekamen sie einen Sohn, John, und eine Tochter, Vivienne, die nach langer Krankheit 1987, kurz vor ihrem achtzehnten Geburtstag, starb. Patrick Hillery war später in einer Reihe von politischen Funktionen tätig, unter anderem als Außenminister und EU-Kommissar. Nach Beendigung seiner Amtszeit als EU-Kommissar im Jahr 1976 zog er in Erwägung, die Politik zu verlassen und in die Medizin zurückzukehren. Stattdessen wurde Hillery gebeten, der sechste Präsident von Irland zu werden. Ihr Mann starb am 12. April 2008, Maeve Hillery starb am 10. Januar 2015 im Alter von 91 Jahren in Dublin in ihrem Haus.